# ستيوارت شارات
ستيوارت شارات (بالإنجليزية: Stuart Sharrat)‏ هو لاعب كرة قدم بريطاني في مركز حراسة المرمى، ولد في 26 فبراير 1942 في ليك في المملكة المتحدة. لعب مع بورت فايل ووست بروميتش ألبيون.